# SD Lemona
Sociedad Deportiva Lemona var en spansk fotbollsklubb från staden Lemoa i Bizkaia i Baskien. Klubben grundades 1923 och lades ner 2012 på grund av finansiella problem. Hemmamatcherna spelades på Estadio Arlonagusia med plats för 5 000 åskådare. 